# Miloslav Šnejdar
Miloslav (Miloš) Šnejdar (6. srpna 1917 Plzeň – 2. září 1994 tamtéž) byl český houslista a hudební skladatel.

## Život
Základní hudební vzdělání získal na Městské hudební škole v Plzni. Pokračoval studiem hry na housle u Jaroslava Kociana a skladby u Václava Kálika, Karla Janečka a Jaroslava Křičky. U Křičky absolvoval i mistrovskou školu.
Stal se houslistou Městského divadla v Plzni a učitelem houslí a teoretických předmětů na plzeňské hudební škole.

## Dílo (výběr)

### Orchestrální skladby
- Scherzo (1939)
- Staré české lidové tance (1948, také úprava pro smyčcové kvarteto)
- Pochod (1953)
- Houslový koncert (1941)

### Komorní hudba
- Včera a dnes (klavírní suita, 1935)
- Sonatina pro klavír (1937)
- Rytmické studie pro bicí nástroje (1944)
- Smyčcový kvartet C-dur (1939)

### Vokální skladby
- Suita pro zpěv a klavír (slova Vítězslav Nezval, 1945)
- Smuteční hudba pro zpěv a klavír (1945)
- Zvířetník, říkadla pro soprán a noneto (slova Vítězslav Nezval, 1945)
- Dvě písně pro tenor a orchestr (1957)